# WWE Armageddon
Armageddon – zakończony cykl gal profesjonalnego wrestlingu produkowanych co grudzień w latach 1999-2008 (oprócz 2001) przez World Wrestling Entertainment i nadawanych na żywo w systemie pay-per-view. Cykl został stworzony w 1999, a pierwsza gala odbyła się 12 grudnia 1999 w National Car Rental Center w Sunrise we Florydzie. Po podzieleniu rosteru na dwa brandy w 2002, Armageddon zostało przydzielone wpierw do Raw w 2003, lecz już rok później do 2006 należało do SmackDown!. Ostatnia gala odbyła się w 2008, zaś rok później TLC: Tables, Ladders & Chairs zastąpiło Armageddon.

## Lista gal
|  | Gala brandu Raw |  | Gala brandu SmackDown |

| Gala                              | Lokalizacja              | Arena                             | Walka wieczoru |
| --------------------------------- | ------------------------ | --------------------------------- | --- |
| Armageddon (1999) 12 grudnia 1999 | Sunrise, Floryda         | National Car Rental Center        | Triple H vs. Vince McMahon No Holds Barred match |
| Armageddon (2000) 10 grudnia 2000 | Birmingham, Alabama      | Birmingham-Jefferson Civic Center | Kurt Angle (c) vs. Stone Cold Steve Austin vs. Triple H vs. The Undertaker vs. The Rock vs. Rikishi Armageddon Hell in a Cell match o WWF Championship |
| Armageddon (2002) 10 grudnia 2002 | Sunrise, Floryda         | Office Depot Center               | Shawn Michaels (c) vs. Triple H Three Stages of Hell match o World Heavyweight Championship                                                            |
| Armageddon (2003) 10 grudnia 2003 | Orlando, Floryda         | TD Waterhouse Centre              | Goldberg (c) vs. Triple H vs. Kane Triple Threat match o World Heavyweight Championship                                                                |
| Armageddon (2004) 10 grudnia 2004 | Duluth, Georgia          | Gwinnett Center                   | John "Bradshaw" Layfield (c) vs. Eddie Guerrero vs. The Undertaker vs. Booker T Fatal 4-Way match o WWE Championship                                   |
| Armageddon (2005) 10 grudnia 2005 | Providence, Rhode Island | Dunkin' Donuts Center             | The Undertaker vs. Randy Orton Hell in a Cell match |
| Armageddon (2006) 10 grudnia 2006 | Richmond, Wirginia       | Richmond Coliseum                 | Batista i John Cena vs. King Booker's Court (Finlay i King Booker) Tag team match                                                                      |
| Armageddon (2007) 10 grudnia 2007 | Pittsburgh, Pensylwania  | Mellon Arena                      | Batista (c) vs. Edge vs. The Undertaker Triple Threat match o World Heavyweight Championship                                                           |
| Armageddon (2008) 10 grudnia 2008 | Buffalo, Nowy Jork       | HSBC Arena                        | Edge (c) vs. Triple H vs. Jeff Hardy Triple Threat match o WWE Championship                                                                            |

## Wyniki gal

### 1999
Armageddon (1999) – gala wrestlingu wyprodukowana przez federację World Wrestling Federation (WWF). Odbyła się 12 grudnia 1999 roku w hali National Car Rental Center w Sunrise w stanie Floryda. Emisja była przeprowadzana na żywo w systemie pay-per-view. Była to pierwsza gala z cyklu Armageddon.
Podczas gali odbyło się jedenaście walk, w tym jedna będąca częścią tygodniówki Sunday Night Heat. W walce wieczoru będącej No Holds Barred matchem Triple H pokonał Mr. McMahona. Oprócz tego Big Show obronił WWF Championship pokonując Big Boss Mana, zaś Chris Jericho zdobył pierwszy raz w karierze WWF Intercontinental Championship pokonując Chynę.
| Nr                                                                                            | Wyniki | Stypulacje                                                                                                 | Czas  |
| --------------------------------------------------------------------------------------------- | --- | --- | ----- |
| 1H                                                                                            | Al Snow pokonał Testa | Singles match                                                                                              | –     |
| 2                                                                                             | The Acolytes (Bradshaw i Faarooq) zwyciężyli eliminując jako ostatnich The Hardy Boyz (Matta i Jeffa Hardy’ego)                         | Battle Royal wyłaniający pretendentów do WWF Tag Team Championship na gali Royal Rumble                    | 10:56 |
| 3                                                                                             | Kurt Angle pokonał Steve’a Blackmana | Singles match                                                                                              | 6:56  |
| 4                                                                                             | Miss Kitty pokonała Ivory (c), Jacqueline i B.B.                                                                                        | Evening Gown pool match o WWF Women’s Championship z sędzinami specjalnymi The Fabulous Moolah i Mae Young | 2:57  |
| 5                                                                                             | The Hollys (Hardcore Holly i Crash Holly) pokonali Rikishiego i Viscerę                                                                 | Tag team match                                                                                             | 4:18  |
| 6                                                                                             | Val Venis pokonał The British Bulldoga (c) i D’Lo Browna                                                                                | Triple threat match o WWF European Championship                                                            | 8:19  |
| 7                                                                                             | Kane (z Tori) pokonał X-Paca | Steel Cage match                                                                                           | 8:11  |
| 8                                                                                             | Chris Jericho pokonał Chynę (c) (z Miss Kitty)                                                                                          | Singles match o WWF Intercontinental Championship                                                          | 10:22 |
| 9                                                                                             | The Rock ’n’ Sock Connection (The Rock i Mankind) pokonali The New Age Outlaws (Billy’ego Gunna i Road Dogga) (c) przez dyskwalifikację | Tag team match o WWF Tag Team Championship                                                                 | 16:23 |
| 10                                                                                            | Big Show (c) pokonał Big Boss Mana (z Princem Albertem)                                                                                 | Singles match o WWF Championship                                                                           | 3:16  |
| 11                                                                                            | Triple H pokonał Mr. McMahona | No Holds Barred match                                                                                      | 28:21 |
| (c) – mistrz/mistrzyni przed walkąH – walka była transmitowana przed PPV na Sunday Night Heat | | |       |

Battle Royal o miano pretendentów do WWF Tag Team Championship na gali Royal Rumble
| Eliminacja | Wrestler           | Partner wrestlera/Tag team       | Wyeliminowani przez  |
| ---------- | ------------------ | -------------------------------- | -------------------- |
| 1          | Pete Gas           | Rodney/The Mean Street Posse     | Faarooqa             |
| 2          | Mosh               | Thrasher/The Headbangers         | Godfathera           |
| 3          | Mark Henry         | The Godfather/Henry i Godfather  | Bradshawa i Faarooqa |
| 4          | Scotty 2 Hotty     | Grand Master Sexay/Too Cool      | Edge’a               |
| 5          | Edge               | Christian/Edge i Christian       | D-Vona Dudleya       |
| 6          | D-Von Dudley       | Bubba Ray Dudley/The Dudley Boyz | Matta Hardy’ego      |
| 7          | Jeff Hardy         | Matt Hardy/The Hardy Boyz        | Faarooqa             |
| Zwycięzcy  | Faarooq i Bradshaw | The Acolytes                     | –                    |

### 2000
Armageddon (2000) – gala wrestlingu wyprodukowana przez World Wrestling Federation (WWF). Odbyła się 10 grudnia 2000 roku w hali Birmingham–Jefferson Convention Complex w Birmingham w stanie Alabama. Emisja była przeprowadzana na żywo w systemie pay-per-view. Była to druga gala z cyklu Armageddon.
Podczas gali odbyło się dziewięć walk, w tym jedna będąca częścią tygodniówki Sunday Night Heat. Walką wieczoru był Armageddon Hell in a Cell match o WWF Championship, w którym Kurt Angle zdołał obronić mistrzostwo pokonując Rikishiego, Stone Colda Steve’a Austina, The Rocka, The Undertakera i Triple H. Ponadto Chris Benoit zdobył WWF Intercontinental Championship pokonując Billy’ego Gunna, zaś Edge i Christian zdobyli WWF Tag Team Championship pokonując poprzednich mistrzów Right to Censor (Bulla Buchanana i The Goodfathera), The Dudley Boyz (Bubba Raya Dudleya i D-Vona Dudleya) oraz Road Dogga i K-Kwika w Fatal 4-Way tag team matchu.
| Nr                                                                                            | Wyniki | Stypulacje                                         | Czas  |
| --------------------------------------------------------------------------------------------- | --- | -------------------------------------------------- | ----- |
| 1H                                                                                            | Scotty 2 Hotty pokonał D’Lo Browna | Singles match                                      | –     |
| 2                                                                                             | The Radicalz (Eddie Guerrero, Perry Saturn i Dean Malenko) pokonali Team Xtreme (Matta Hardy’ego, Jeffa Hardy’ego i Litę)                                          | Intergender elimination tag team match             | 8:06  |
| 3                                                                                             | William Regal (c) pokonał Hardcore Holly’ego | Singles match o WWF European Championship          | 5:00  |
| 4                                                                                             | Val Venis (z Ivory) pokonał Chynę | Singles match                                      | 5:03  |
| 5                                                                                             | Chris Jericho pokonał Kane’a | Last Man Standing match                            | 16:48 |
| 6                                                                                             | Edge i Christian pokonali Right to Censor (Bulla Buchanana i The Goodfathera) (c), The Dudley Boyz (Bubba Raya Dudleya i D-Vona Dudleya) oraz Road Dogga i K-Kwika | Fatal 4-Way match o WWF Tag Team Championship      | 9:43  |
| 7                                                                                             | Chris Benoit pokonał Billy’ego Gunna (c) poprzez submission | Singles match o WWF Intercontinental Championship  | 10:02 |
| 8                                                                                             | Ivory (c) pokonała Trish Stratus i Molly Holly | Triple Threat match o WWF Women’s Championship     | 2:13  |
| 9                                                                                             | Kurt Angle (c) pokonał Rikishiego, Stone Colda Steve’a Austina, The Rocka, The Undertakera i Triple H                                                              | Armageddon Hell in a Cell match o WWF Championship | 31:52 |
| (c) – mistrz/mistrzyni przed walkąH – walka była transmitowana przed PPV na Sunday Night Heat | |                                                    |       |

Intergender elimination tag team match
| Eliminacja | Wrestler       | Wyeliminowany(a) przez |              |
| ---------- | -------------- | ---------------------- | ------------ |
| 1          | Eddie Guerrero | Jeffa Hardy’ego        |              |
| 2          | Jeff Hardy     | Perry’ego Saturna      |              |
| 3          | Perry Saturn   | Matta Hardy’ego        |              |
| 4          | Matt Hardy     | Deana Malenko          |              |
| 5          | Lita           | Deana Malenko          |              |
| Zwycięzcy: | The Radicalz   | The Radicalz           | The Radicalz |

### 2002
Armageddon (2002) – gala wrestlingu wyprodukowana przez federację World Wrestling Entertainment (WWE). Odbyła się 15 grudnia 2002 roku w hali Office Depot Center w Sunrise w stanie Floryda. Emisja była przeprowadzana na żywo w systemie pay-per-view. Była to trzecia gala z cyklu Armageddon.
Podczas gali odbyło się osiem walk, w tym jedna będąca częścią tygodniówki Sunday Night Heat. Walką wieczoru był Three Stages of Hell match o World Heavyweight Championship, w którym Triple H pokonał Shawna Michaelsa z wynikiem 2-1 i odebrał mu mistrzostwo. Ponadto Kurt Angle pokonał Big Showa i zdobył WWE Championship.
| Nr                                                                                            | Wyniki | Stypulacje                                                  | Czas  |
| --------------------------------------------------------------------------------------------- | --- | ----------------------------------------------------------- | ----- |
| 1H                                                                                            | Jeff Hardy pokonał D’Lo Browna | Singles match                                               | 4:56  |
| 2                                                                                             | Booker T i Goldust pokonali Chrisa Jericho i Christiana (c), Lance’a Storma i Williama Regala oraz The Dudley Boyz (Bubba Raya i D-Vona) | Fatal-4-Way elimination match o World Tag Team Championship | 16:43 |
| 3                                                                                             | Edge pokonał A-Traina przez dyskwalifikację                                                                                              | Singles match                                               | 7:12  |
| 4                                                                                             | Chris Benoit pokonał Eddiego Guerrero poprzez submission                                                                                 | Singles match                                               | 16:47 |
| 5                                                                                             | Batista (z Rickem Flairem) pokonał Kane’a                                                                                                | Singles match                                               | 6:38  |
| 6                                                                                             | Victoria (c) pokonała Trish Stratus i Jacqueline                                                                                         | Triple Threat match o WWE Women’s Championship              | 4:28  |
| 7                                                                                             | Kurt Angle pokonał Big Showa (c) (z Paulem Heymanem)                                                                                     | Singles match o WWE Championship                            | 12:36 |
| 8                                                                                             | Triple H pokonał Shawna Michaelsa (c) z wynikiem 2–1                                                                                     | Three Stages of Hell match o World Heavyweight Championship | 38:35 |
| (c) – mistrz/mistrzyni przed walkąH – walka była transmitowana przed PPV na Sunday Night Heat | |                                                             |       |

Fatal-4-Way elimination match o World Tag Team Championship
| Nr. eliminacji | Wrestler           | Tag team                      | Wyeliminowany przez | Sposób eliminacji                        | Czas               |
| -------------- | ------------------ | ----------------------------- | ------------------- | ---------------------------------------- | ------------------ |
| 1              | Bubba Ray Dudley   | The Dudley Boyz               | Williama Regala     | Przypięty za pomocą roll-upa             | 05:17              |
| 2              | William Regal      | Lance Storm i William Regal   | Goldusta            | Przypięty po otrzymaniu Scoop Powerslamu | 05:33              |
| 3              | Chris Jericho      | Chris Jericho i Christian (c) | Bookera T           | Przypięty po otrzymaniu Book End         | 16:43              |
| Zwycięzcy:     | Booker T i Goldust | Booker T i Goldust            | Booker T i Goldust  | Booker T i Goldust                       | Booker T i Goldust |

### 2003
Armageddon (2003) – gala wrestlingu wyprodukowana przez federację World Wrestling Entertainment (WWE) dla zawodników z brandu Raw. Odbyła się 14 grudnia 2003 w hali TD Waterhouse Centre w Orlando na Florydzie. Emisja była przeprowadzana na żywo w systemie pay-per-view. Była to czwarta gala z cyklu Armageddon.
Podczas gali odbyło się osiem walk, w tym jedna będąca częścią tygodniówki Sunday Night Heat. W walce wieczoru Triple H odzyskał World Heavyweight Championship pokonując Goldberga oraz Kane’a. Ponadto Randy Orton reprezentujący grupę Evolution zdobył WWE Intercontinental Championship pokonując Roba Van Dama, zaś Ric Flair i Batista wspólnie zdobyli World Tag Team Championship wygrywając Tag Team Turmoil match.
| Nr                                                                                            | Wyniki | Stypulacje                                                                            | Czas  |
| --------------------------------------------------------------------------------------------- | --- | ------------------------------------------------------------------------------------- | ----- |
| 1H                                                                                            | Rico (z Miss Jackie) pokonał Jona Heidenreicha                                                                 | Singles match                                                                         | 1:28  |
| 2                                                                                             | Booker T pokonał Marka Henry’ego (z Theodore’em Longiem)                                                       | Singles match                                                                         | 10:20 |
| 3                                                                                             | Randy Orton (z Rikiem Flairem) pokonał Roba Van Dama (c)                                                       | Singles match o WWE Intercontinental Championship z sędzią specjalnym Mickiem Foleyem | 17:59 |
| 4                                                                                             | Chris Jericho i Christian pokonali Trish Stratus i Litę                                                        | Intergender tag team match                                                            | 6:37  |
| 5                                                                                             | Shawn Michaels pokonał Batistę (z Rikiem Flairem)                                                              | Singles match                                                                         | 12:28 |
| 6                                                                                             | Evolution (Ric Flair i Batista) zwyciężyli eliminując jako ostatnich The Dudley Boyz (Bubba Raya i D-Vona) (c) | Tag Team Turmoil match o World Tag Team Championship                                  | 20:48 |
| 7                                                                                             | Molly Holly (c) pokonała Ivory                                                                                 | Singles match o WWE Women’s Championship                                              | 4:23  |
| 8                                                                                             | Triple H pokonał Goldberga (c) i Kane’a                                                                        | Triple Threat match o World Heavyweight Championship                                  | 19:28 |
| (c) – mistrz/mistrzyni przed walkąH – walka była transmitowana przed PPV na Sunday Night Heat | |                                                                                       |       |

Tag Team Turmoil match o World Tag Team Championship
| Nr. eliminacji | Drużyna                                     | Nr. wejściowy | Wyeliminowani przez                   | Czas      |
| -------------- | ------------------------------------------- | ------------- | ------------------------------------- | --------- |
| 1              | La Résistance (Robért Conway i René Duprée) | 2             | Roseya i The Hurricane’a              | 03:16     |
| 2              | Rosey i The Hurricane                       | 1             | Marka Jindraka i Garrisona Cade’a     | 03:34     |
| 3              | Val Venis i Lance Storm                     | 4             | Marka Jindraka i Garrisona Cade’a     | 07:17     |
| 4              | Mark Jindrak i Garrison Cade                | 3             | The Dudley Boyz (Bubba Raya i D-Vona) | 11:29     |
| 5              | Test i Scott Steiner                        | 6             | The Dudley Boyz (Bubba Raya i D-Vona) | 16:38     |
| 6              | The Dudley Boyz (Bubba Ray i D-Von)         | 5             | Evolution (Rica Flaira i Batistę)     | 20:48     |
| –              | Evolution (Ric Flair i Batista)             | 7             | Zwycięzcy                             | Zwycięzcy |

### 2004
Armageddon (2004) – gala wrestlingu wyprodukowana przez federację World Wrestling Entertainment (WWE) dla zawodników z brandu SmackDown!. Odbyła się 12 grudnia 2004 w hali Gwinnett Center w Duluth w stanie Georgia. Emisja była przeprowadzana na żywo w systemie pay-per-view. Była to piąta gala z cyklu Armageddon.
Podczas gali odbyło się osiem walk, w tym jedna będąca częścią tygodniówki Sunday Night Heat. W walce wieczoru John "Bradshaw" Layfield obronił WWE Championship pokonując Eddiego Guerrero, The Undertakera i Bookera T. Oprócz tego John Cena pokonał Jesúsa w pojedynku typu Street Fight i obronił WWE United States Championship.
| Nr                                                                                            | Wyniki                                                                                         | Stypulacje                                                                                             | Czas  |
| --------------------------------------------------------------------------------------------- | ---------------------------------------------------------------------------------------------- | --- | ----- |
| 1H                                                                                            | Akio i Billy Kidman pokonali Paula Londona i Chavo Guerrero                                    | Tag team match                                                                                         | 5:44  |
| 2                                                                                             | Rob Van Dam i Rey Mysterio (c) pokonali Renégo Duprée i Kenzō Suzuki (z Hiroko)                | Tag team match o WWE Tag Team Championship                                                             | 17:12 |
| 3                                                                                             | Kurt Angle pokonał Świętego Mikołaja poprzez submission                                        | Singles match                                                                                          | 0:25  |
| 4                                                                                             | Daniel Puder pokonał Mike’a Mizanina                                                           | Dixie Dog Fight                                                                                        | 3:00  |
| 5                                                                                             | The Basham Brothers (Doug Basham i Danny Basham) pokonali Hardcore Holly’ego i Charliego Haasa | Tag team match                                                                                         | 6:50  |
| 6                                                                                             | John Cena (c) pokonał Jesúsa (z Carlito Caribbean Cool)                                        | Street Fight o WWE United States Championship                                                          | 7:50  |
| 7                                                                                             | Dawn Marie pokonała Miss Jackie                                                                | Singles match z sędzią specjalnym Charliem Haasem                                                      | 1:04  |
| 8                                                                                             | Big Show pokonał Marka Jindraka, Luthera Reignsa i Kurt Angle’a                                | Handicap match                                                                                         | 9:55  |
| 9                                                                                             | Funaki pokonał Spike’a Dudleya (c)                                                             | Singles match o WWE Cruiserweight Championship                                                         | 9:29  |
| 10                                                                                            | John "Bradshaw" Layfield (c) pokonał Eddiego Guerrero, The Undertakera i Bookera T             | Fatal 4-Way match o WWE Championship Jeśli The Cabinet zainterweniuję, JBL zostanie pozbawiony tytułu. | 25:37 |
| (c) – mistrz/mistrzyni przed walkąH – walka była transmitowana przed PPV na Sunday Night Heat |                                                                                                | |       |

### 2005
Armageddon (2005) – gala wrestlingu wyprodukowana przez federację World Wrestling Entertainment (WWE) dla zawodników z brandu SmackDown!. Odbyła się 18 grudnia 2005 w hali Dunkin' Donuts Center w Providence w stanie Rhode Island. Emisja była przeprowadzana na żywo w systemie pay-per-view. Była to szósta gala z cyklu Armageddon.
Podczas gali odbyło się osiem walk, w tym jedna będąca częścią tygodniówki Sunday Night Heat. W walce wieczoru będącym Hell in a Cell matchem The Undertaker pokonał Randy’ego Ortona. Oprócz tego Chris Benoit pokonał Bookera T w czwartym pojedynku z serii Best of Seven Series o WWE United States Championship.
| Nr                                                                                            | Wyniki                                                                                            | Stypulacje                                                                                                | Czas  |
| --------------------------------------------------------------------------------------------- | ------------------------------------------------------------------------------------------------- | --- | ----- |
| 1H                                                                                            | Jamie Noble pokonał Funakiego                                                                     | Singles match                                                                                             | 3:30  |
| 2                                                                                             | John „Bradshaw” Layfield z Jillian Hall) pokonał Matta Hardy’ego                                  | Singles match                                                                                             | 6:44  |
| 3                                                                                             | MNM (Joey Mercury i Johnny Nitro) (z Meliną) pokonali The Mexicools (Super Crazy’ego i Psicosisa) | Tag team match                                                                                            | 8:55  |
| 4                                                                                             | Chris Benoit pokonał Bookera T (z Sharmell)                                                       | Singles match o zawieszony WWE United States Championship Czwarty pojedynek z serii Best of Seven Series. | 20:09 |
| 5                                                                                             | Bobby Lashley pokonał Williama Regala i Paula Burchilla                                           | 2-on-1 handicap match                                                                                     | 3:38  |
| 6                                                                                             | Kid Kash pokonał Juventuda (c)                                                                    | Singles match o WWE Cruiserweight Championship                                                            | 9:25  |
| 7                                                                                             | Big Show i Kane pokonali Reya Mysterio i Batistę                                                  | Tag team match                                                                                            | 8:37  |
| 8                                                                                             | The Undertaker pokonał Randy’ego Ortona (z Bobem Ortonem)                                         | Hell in a Cell match                                                                                      | 31:05 |
| (c) – mistrz/mistrzyni przed walkąH – walka była transmitowana przed PPV na Sunday Night Heat |                                                                                                   | |       |

### 2006
Armageddon (2006) – gala wrestlingu wyprodukowana przez federację World Wrestling Entertainment (WWE) dla zawodników z brandu SmackDown!. Odbyła się 17 grudnia 2006 w hali Richmond Coliseum w Richmond w stanie Wirginia. Emisja była przeprowadzana na żywo w systemie pay-per-view. Była to siódma gala z cyklu Armageddon.
Podczas gali odbyło się osiem walk, w tym jedna będąca częścią tygodniówki Sunday Night Heat. W walce wieczoru Batista i John Cena pokonali King Bookera oraz Finlaya. Prócz tego The Undertaker pokonał Mr. Kennedy’ego w Last Ride matchu, zaś Kane zdołał pokonać Montela Vontavious Portera w Inferno matchu.
| Nr                                                                                    | Wyniki | Stypulacje                                     | Czas  |
| ------------------------------------------------------------------------------------- | --- | ---------------------------------------------- | ----- |
| 1D                                                                                    | Vladimir Kozlov pokonał Scotty’ego 2 Hotty | Singles match                                  | 2:01  |
| 2                                                                                     | Kane pokonał Montela Vontavious Portera | Inferno match                                  | 8:14  |
| 3                                                                                     | Paul London i Brian Kendrick (c) pokonali Williama Regala i Dave’a Taylora, MNM (Joeya Mercury’ego i Johnny’ego Nitro) (z Meliną) oraz The Hardy Boyz (Matta i Jeffa Hardy’ego) | Ladder match o WWE Tag Team Championship       | 20:13 |
| 4                                                                                     | The Boogeyman pokonał The Miza | Singles match                                  | 2:51  |
| 5                                                                                     | Chris Benoit (c) pokonał Chavo Guerrero (z Vickie Guerrero) poprzez submission                                                                                                  | Singles match o WWE United States Championship | 12:14 |
| 6                                                                                     | Gregory Helms (c) pokonał Jimmy’ego Wang Yanga | Singles match o WWE Cruiserweight Championship | 10:51 |
| 7                                                                                     | The Undertaker pokonał Mr. Kennedy’ego | Last Ride match                                | 19:49 |
| 8                                                                                     | Batista i John Cena pokonali King Bookera i Finlaya (z Queen Sharmell) | Tag team match                                 | 11:29 |
| (c) – mistrz/mistrzyni przed walkąD – walka była dark matchem (nietransmitowana w TV) | |                                                |       |

### 2007
Armageddon (2007) – gala wrestlingu wyprodukowana przez federację World Wrestling Entertainment (WWE). Odbyła się 16 grudnia 2007 w hali Mellon Arena w Pittsburghu w Pensylwanii. Emisja była przeprowadzana na żywo w systemie pay-per-view. Była to ósma gala z cyklu Armageddon.
Podczas gali odbyło się osiem walk, w tym jedna nietransmitowana w telewizji. Walką wieczoru był Triple Threat match o World Heavyweight Championship, w którym Edge zdobył tytuł pokonując The Undertakera i byłego mistrza Batistę. Ponadto Chris Jericho pokonał Randy’ego Ortona przez dyskwalifikację i nie odebrał mu WWE Championship, zaś pretendentem do tego tytułu na gali Royal Rumble stał się Jeff Hardy, który pokonał Triple H w singlowej walce.
| Nr                                                                                    | Wyniki                                                                             | Stypulacje                                                                 | Czas  |
| ------------------------------------------------------------------------------------- | ---------------------------------------------------------------------------------- | -------------------------------------------------------------------------- | ----- |
| 1D                                                                                    | Jesse i Festus pokonali Johna Morrisona i The Miza                                 | Tag team match                                                             | –     |
| 2                                                                                     | Rey Mysterio pokonał Montela Vontavious Portera (c) poprzez wyliczenie pozaringowe | Singles match o WWE United States Championship                             | 11:29 |
| 3                                                                                     | Big Daddy V i Mark Henry (z Mattem Strikerem) pokonali CM Punka i Kane’a           | Tag team match                                                             | 10:33 |
| 4                                                                                     | Shawn Michaels pokonał Mr. Kennedy’ego                                             | Singles match                                                              | 15:16 |
| 5                                                                                     | Jeff Hardy pokonał Triple H                                                        | Singles match o miano pretendenta do WWE Championship na gali Royal Rumble | 15:23 |
| 6                                                                                     | Finlay (z Hornswogglem) pokonał The Great Khaliego (z Ranjinem Singhem)            | Singles match                                                              | 6:02  |
| 7                                                                                     | Chris Jericho pokonał Randy’ego Ortona (c) przez dyskwalifikację                   | Singles match o WWE Championship                                           | 15:05 |
| 8                                                                                     | Beth Phoenix (c) pokonała Mickie James                                             | Singles match o WWE Women’s Championship                                   | 4:45  |
| 9                                                                                     | Edge pokonał Batistę (c) i The Undertakera                                         | Triple Threat match o World Heavyweight Championship                       | 13:00 |
| (c) – mistrz/mistrzyni przed walkąD – walka była dark matchem (nietransmitowana w TV) |                                                                                    |                                                                            |       |

### 2008
Armageddon (2008) – gala wrestlingu wyprodukowana przez federację World Wrestling Entertainment (WWE). Odbyła się 14 grudnia 2008 w hali HSBC Arena w Buffalo w Nowym Jorku. Emisja była przeprowadzana na żywo w systemie pay-per-view. Była to dziewiąta i ostatnia gala z cyklu Armageddon.
Podczas gali odbyło się osiem walk, w tym jedna nietransmitowana w telewizji. Stawką walki wieczoru był WWE Championship, który wygrał Jeff Hardy pokonując Triple H i poprzedniego mistrza Edge’a. Ponadto John Cena obronił World Heavyweight Championship pokonując Chrisa Jericho poprzez submission, zaś CM Punk wygrał w finale turnieju wyłaniającego pretendenta do WWE Intercontinental Championship pokonując Reya Mysterio.
| Nr                                                                                    | Wyniki                                                                                               | Stypulacje                                                                    | Czas  |
| ------------------------------------------------------------------------------------- | --- | ----------------------------------------------------------------------------- | ----- |
| 1D                                                                                    | John Morrison i The Miz pokonali Jessego i Festusa                                                   | Tag team match                                                                | –     |
| 2                                                                                     | Vladimir Kozlov pokonał Matta Hardy’ego                                                              | Singles match                                                                 | 9:02  |
| 3                                                                                     | CM Punk pokonał Reya Mysterio                                                                        | Finał turnieju wyłaniającego pretendenta do WWE Intercontinental Championship | 12:15 |
| 4                                                                                     | Finlay pokonał Marka Henry’ego (z Tonym Atlasem)                                                     | Belfast Brawl                                                                 | 9:38  |
| 5                                                                                     | Batista pokonał Randy’ego Ortona (z Codym Rhodesem i Manu)                                           | Singles match                                                                 | 16:41 |
| 6                                                                                     | Maria, Kelly Kelly, Mickie James i Michelle McCool pokonały Maryse, Jillian Hall, Victorię i Natalyę | 8-Diva Santa's Little Helper tag team match                                   | 4:33  |
| 7                                                                                     | John Cena (c) pokonał Chrisa Jericho poprzez submission                                              | Singles match o World Heavyweight Championship                                | 12:43 |
| 8                                                                                     | Jeff Hardy pokonał Edge’a (c) i Triple H                                                             | Triple Threat match o WWE Championship                                        | 17:19 |
| (c) – mistrz/mistrzyni przed walkąD – walka była dark matchem (nietransmitowana w TV) | |                                                                               |       |

Turniej wyłaniający pretendenta do WWE Intercontinental Championship
|  | Ćwierćfinały  | Ćwierćfinały |     |     | Półfinały | Półfinały |  |  | Finał | Finał |
|  |               |              |     |     |           |           |  |  |       |       |
|  |               |              |     |     |           |           |  |  |       |       |
|  |               |              |     |     |           |           |  |  |       |       |
|  | Kofi Kingston | DQ           |     |     |           |           |  |  |       |       |
|  | Kofi Kingston | DQ           |     |     |           |           |  |  |       |       |
|  | Kane          |              |     |     |           |           |  |  |       |       |
|  | Kofi Kingston |              |     |     |           |           |  |  |       |       |
|  |               |              |     |     |           |           |  |  |       |       |
|  |               | Rey Mysterio | Pin |     |           |           |  |  |       |       |
|  | Rey Mysterio  | Rey Mysterio | Pin | Pin |           |           |  |  |       |       |
|  | Rey Mysterio  |              |     | Pin |           |           |  |  |       |       |
|  | The Miz       |              |     |     |           |           |  |  |       |       |
|  | Rey Mysterio  |              |     |     |           |           |  |  |       |       |
|  |               |              |     |     |           |           |  |  |       |       |
|  |               | CM Punk      | Pin |     |           |           |  |  |       |       |
|  | John Morrison | CM Punk      | Pin | Pin |           |           |  |  |       |       |
|  | John Morrison |              |     | Pin |           |           |  |  |       |       |
|  | Finlay        |              |     |     |           |           |  |  |       |       |
|  | John Morrison |              |     |     |           |           |  |  |       |       |
|  |               |              |     |     |           |           |  |  |       |       |
|  |               | CM Punk      | Pin |     |           |           |  |  |       |       |
|  | CM Punk       | CM Punk      | Pin | Pin |           |           |  |  |       |       |
|  | CM Punk       |              |     | Pin |           |           |  |  |       |       |
|  | Snitsky       |              |     |     |           |           |  |  |       |       |
|  |               |              |     |     |           |           |  |  |       |       |

- Pin – przypięcie
- DQ – dyskwalifikacja